# Вашку да Гама (мост)
Мостът „Вашку да Гама“ (на португалски: Ponte Vasco da Gama) е пътен мост, пресичащ естуара на река Тежу между Сакавен и Алкушети, непосредствено на север от столицата на Португалия – Лисабон.
Мостът е стоманобетонен и включва два дълги виадукта и главен отвор, който има вантова конструкция и дължина 420 m. Общата дължина на моста е 12 345 m, което го прави най-дългия в Европа след Кримския мост (19 км). Ширината на пътната конструкция е 30 m, като по нея преминават 6 пътни ленти с разрешена скорост на движение 120 km/h. Мостът е завършен през 1998 година във връзка с Всемирното изложение в Лисабон и носи името на португалския мореплавател Вашку да Гама.